# Csepely

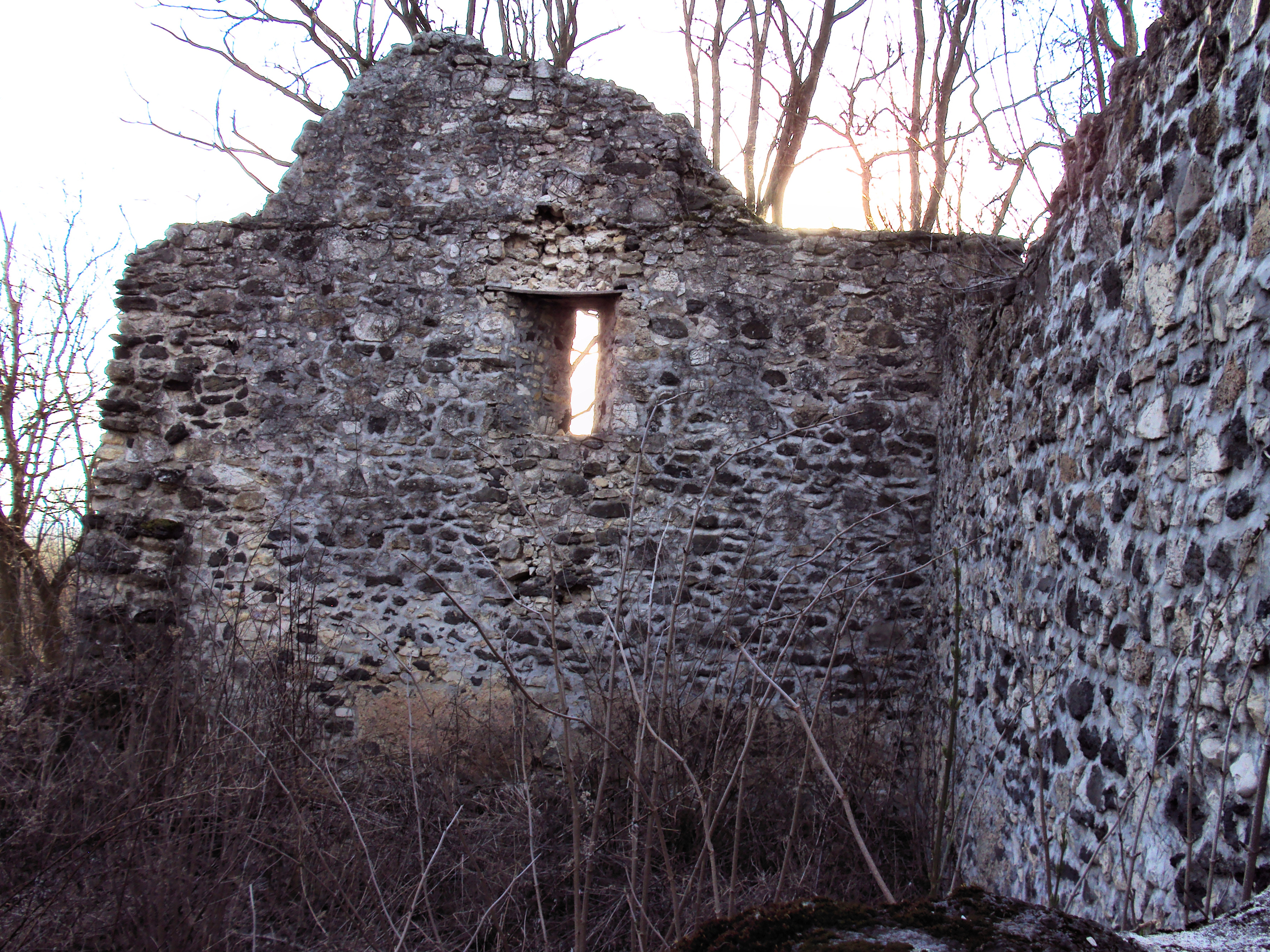
Csepely falu templomának romja

Csepely falu középkori romjait a Veszprémet Tapolcával összekötő országút ajkai elágazásánál, északnak fordulva a 25-ös kilométerkőnél, Felső-Csepely puszta omladozó házaival szemközt, egy földútra letérve lehet megközelíteni. Egy magaslat melletti, szántófölddel körbefogott, elvadult erdőcskében, bozótoson átvágva találhatjuk meg az Árpád-kori Csepely falu maradványait, a pusztatemplom és egy lakóház romját.
A település és az épületmaradványok története a XI. századig vezethető vissza: 1086-ban, majd 1135-ben kelt az a vélhetően hamis oklevél, amelyben Csepely falu a Szent Mauríciusz Monostor szőlőtermő birtokaként szerepel. Az első hitelt érdemlő adat 1233-ból származik Csepelyről, amelynek lakói ekkor királyi vadászok és udvari pohárnokok voltak. Adót nem fizettek. Az 1333 és 1335 közötti pápai tizedjegyzék megnevezi a község plébániáját.

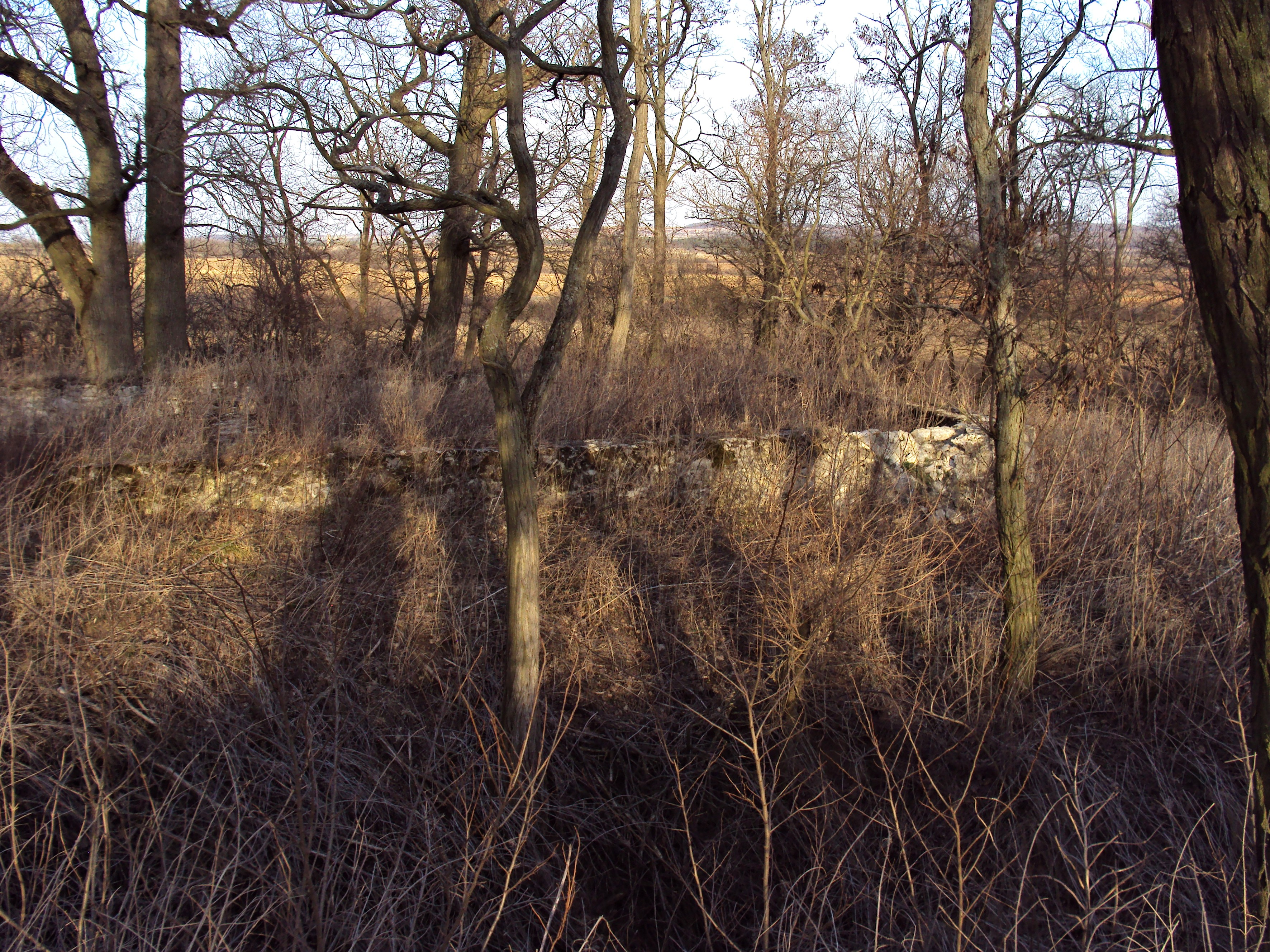
Csepelyi katona háza

Károly Róbert uralkodása idején is vadászok laktak Csepelyen, akiknek kiváltságát V. László 1453-ban újra megerősítette. A település földesurai az első vázsonyi lakótornyot építtető Vezsenyi család leszármazottai voltak, akikkel a község kisnemesei örök viszályban álltak jogsérelmeik miatt. Mátyás király 1472-ben Vázsonykő urának, Kinizsi Pálnak adta a falut, a Kab-hegyi erdőkkel együtt, a törökverő főkapitány azután továbbajándékozta a pálos szerzeteseknek.
A falu lakossága a XVI. század első felétől fogyásnak indult. 1531-ben még 9 adófizető portát, 5 szegény jobbágyot, 3 szolgát és 4 lakatlan telket írtak össze. A század második felétől nem tudunk adózókról. Csepely sorsát valószínűleg egy török támadás, az 1600-as nőzséri ütközet pecsételte meg. A falu megmaradt lakói Vázsonyba menekültek, és vissza sem tértek. Kinizsi Pál özvegye, Magyar Benigna révén ugyan a Horváthokra szállt a terület tulajdonjoga, ám egy 1651-ben kelt levélben a pálosok bérbe adott birtokainak sorában említik Csepely négy elhagyott jobbágyportáját. Amikor a szultáni sereg 1663-ban megtámadta és felgyújtotta Vázsonyt, alighanem Csepely maradványai is ugyanerre a sorsra jutottak.

## Kapcsolódó lapok
1. Árokfő